# Miguel Andrade Gomes
Miguel Barata de Andrade Gomes (Lisboa, 21 de Fevereiro 1972) é um mestre de armas português, campeão do mundo de esgrima artística (Vichy 2000). 

## Formação académica e filiações
É Licenciado e Bacharel em História (UAb), frequentou o curso de Engenharia Civil (ISEL) e tem diploma tecnológico em Informática (ISTEC). Na Universidade de Coimbra foi auditor na pós-graduação em Direito Penal Económico e Europeu.
Membro efectivo da Sociedade de Geografia de Lisboa, Academia Falerística de Portugal,  Liga dos Combatentes, Sociedade Histórica da Independência de Portugal, Real Associação de Lisboa, Irmandade Militar de Nossa Senhora da Conceição, Associação Portuguesa de Coleccionadores de Armas, Associação Napoleónica Portuguesa. Foi director da Federação Portuguesa de Esgrima até 2006 (dois mandatos), da Academia de Armas de Portugal até 2001.

## Mestre de armas
Em Paris, forma-se como mestre de armas. (Federação Francesa de Esgrima - CNFE). Frequenta o curso de esgrima do Centro Militar de Educação Física e Desportos e vários na Federação Portuguesa de Esgrima. Estudou na Asociación Española de Maestros de Armas, Académie d'Armes Internationale e International Wheelchair Fencing Committe. Na Escola de Desportos de Combate frequentou o curso de defesa pessoal, no Regimento de Lanceiros nº 2 frequentou o curso ASP. 
Foi atleta federado na modalidade de Esgrima representou o Clube de Futebol Estrela da Amadora. Praticou Tiro com Arco, Tiro desportivo e Boxe no Ginásio Clube Português. 
No ano 2000, em Vichy, venceu o Campeonato do Mundo de Esgrima artística (Vice-campeão em 1996), em 2002 obteve o título de Campeão Nacional Absoluto de Esgrima (Espada por equipes) .
Viveu em França, onde frequentou as mais prestigiadas salas de armas de Paris. Deu lição de esgrima na Ecole Polytechnique bem como no centro de alto rendimento desportivo do CREPS d’Île-de-France.
Especializa-se em esgrima para teatro com o mestre François Rostain (Comédie-Française e Conservatoire National Supérieur d'Art Dramatique) e em esgrima para cinema com os mestres Claude Carliez e Michel Carliez.

## Coreógrafo
Especialista em armas brancas, criou e coreografou duelos e lutas cénicas para o mundo do espectáculo.
No seu curriculum constam coreografias como:
- 2024
  - Nós da Madeira, uma história de amor, de Emílio Gomes. ASTRO FINGIDO. Com encenação de Fernando Moreira.  [7]
- 2023
  - UBU (2023), realização de Paulo abreu. [8]
- 2021
  - O Pecado de João Agonia, de Bernardo Santareno (ASSéDIO, Teatro Nacional São João - encenação de João Cardoso).[9]
- 2019
  - Oleanna de David Mamet (Produção: Teatro da Dúvida - encenação de Ricardo Pais). [10]
- 2018
  - Otelo, de William Shakespeare (Teatro Nacional S. João - encenação de Nuno Carinhas).[11]
- 2017
  - Macbeth, de William Shakespeare (Teatro Nacional S. João - encenação de Nuno Carinhas).[12]
- 2015
  - Cyrano de Bergerac, de Edmond Rostand (Teatro Nacional D. Maria II - encenação de João Mota).[13]
- 2014
  - al mada nada, a partir de Saltimbancos e outros textos de Almada Negreiros (Teatro Nacional S. João, Teatro de Almada - encenação de Ricardo Pais) (Consultoria).
  - Caso Hamlet, a partir de Hamlet "Príncipe da Dinamarca" de William Shakespeare. (Peripécia Teatro, Teatro de Vila Real. Criação, dramaturgia e interpretação Ángel Fragua, Noelia Domínguez e Sérgio Agostinho. Co-criação, dramaturgia e direção José Carlos Garcia.)[14]

- 2013 
  - Os Capotes Brancos e Negros, de Hugo Miguel Barros . (Marcha popular da Ajuda 2013)

- 2010 
  - O príncipe de Homburgo, de Heinrich von Kleist. (Centro Cultural de Belém - encenação de Luísa Costa Gomes com António Pires)
  - Destino Imortal, de Artur Ribeiro. Produção Plural Entertainment, Televisão Independente (TVI). Realização de António Borges Correia.

- 2009 
  - Oleanna, de David Mamet. Produção ENSEMBLE - Sociedade de Actores. (Auditório Passos Manuel - encenação de Carlos Pimenta).
- 2008 
  - Fassbinder-Café, a partir de O Café, de Rainer Werner Fassbinder (Teatro Nacional S. João - encenação de Nuno M Cardoso) - (Apoio técnico nas lutas).
- 2007 
  - Macbeth, de William Shakespeare. (Teatro da Trindade - encenação de Bruno Bravo)
  - Hamlet, de William Shakespeare (Teatro da Trindade - encenação de André Gago)
- 2006 
  - D. João, de Molière. (Teatro Nacional S. João, Teatro São Luiz. Teatro Argentina de Roma. Teatro Stabile, de Turim - encenação de Ricardo Pais)[15]
- 2005 
  - Romeu e Julieta, de William Shakespeare. Um projecto de Valerie Braddell - Produções Teatrais Próspero. (Teatro São Luiz - encenação de John Retallack)
  - UBU(s), de Alfred Jarry (Teatro Carlos Alberto, Teatro Nacional S. João, Teatro Argentina - XIV festival da UTE Roma, Teatro Mercadante - Nápoles, La comédie de Reims - Reimes. - encenação de Ricardo Pais)
- 2004 
  - Um Hamlet a mais (Reposição), de William Shakespeare (Teatro Nacional D. Maria II, Teatro Nacional S. João, Teatro Rivoli - encenação de Ricardo Pais)
  - Sondai-me Sondheim, a partir de canções de Stephen Sondheim. (Teatro Nacional D. Maria II, Teatro Nacional S. João – Direcção cénica Ricardo Pais / João Henriques, direcção musical Jeff Cohen)[16]
  - Anúncio (TV) “TMN Smartphone” - Still Produções. Realização de Manu Coeman (2004)
  - Anúncio (TV) "Biblioteca Alexandre Dumas" colecção Planeta de Agostini (2004)
  - Peter Pan, de J. M. Barrie (Teatro Chapitô - ZooMarine com encenação de Gina Tocchetto e José Carlos Garcia)
- 2003 
  - Lagardère de Paul Féval -Série TV - (TeleFrance, France 2 e Canal +, Animatógrafo 2 - Realização de [[Henry Helman. MAG como coordenador nacional, coreografia de Michel Carliez)
  - Um Hamlet a mais, de William Shakespeare (Teatro Nacional D. Maria II, Teatro Nacional S. João, Teatro Rivoli - encenação de Ricardo Pais)[17]
- 2002 
  - Hamlet "Principe da Dinamarca", de William Shakespeare (Teatro Nacional D. Maria II, [[Ensemble - Sociedade de Actores, Teatro Nacional S. João, Teatro Viriato - CRAEB e IPAE/Auditório Nacional Carlos Alberto - encenação de Ricardo Pais)[18]
  - Auto da Barca, de Gil Vicente (Trigo Limpo Teatro ACERT de Tondela, ENTREtanto Teatro de Valongo - encenação de Pompeu José)
  - Espectáculo de abertura do campeonato do mundo de esgrima 2002. (Federação Portuguesa de Esgrima)
- 2000 
  - Fantaisie pour Épée et orchestre, de Miguel Andrade Gomes (Opera de Vichy - Campeonato de mundo de esgrima artística 2000)
- desde 1996 
  - Espectáculo do lançamento nacional dos filmes "James Bond - Goldeneye", "O senhor dos Anéis" e dos jogos "Home World", "Hidden and Dangerous", "Delta Force" 1, 2 e 3
  - Diversos espectáculos de reconstituição histórica. [19]

E a preparação específica e geral dos elencos de:
- 2007
  - Otelo, de William Shakespeare. (Teatro Nacional S. João - encenação de Nuno M Cardoso) - (Apoio técnico nas lutas).
- 2006
  - O Saque, de Joe Orton. (Teatro Nacional S. João - encenação de Ricardo Pais) - (Preparação específica de actores).
- 2005
  - Berenice, de Jean Racine (Teatro Nacional D. Maria II, Teatro Nacional S. João - encenação de Carlos Pimenta) - (Preparação específica de actores).

## Percurso de armas

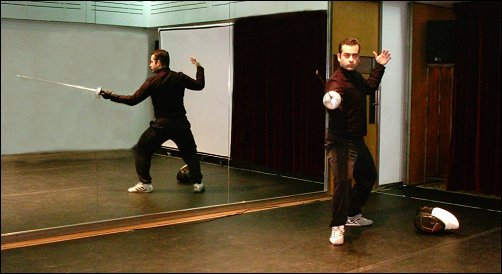
Miguel Andrade Gomes

O domínio de armas parece ter sido a paixão de uma vida. Surge com a primeira espada aos 5 anos, a primeira carabina (CAC) aos 8, e torna-se numa ânsia não consumada por falta de locais especializados onde pudesse treinar e aprender. Ultrapassada essa limitação com um fascínio por tudo o que na história esteja ligado a artes bélicas, combates, e reconstituição de batalhas, sempre com o cuidado intrínseco pelo detalhe, a farda, a arma. 
Iniciou a sua instrução de armas frequentando aulas de esgrima histórica e artística com mestres como Ernest Foucteau, Claude Carliez, Jean Promard, Enzo Cherubino e Eugénio Roque.
Contudo, pouco depois, Miguel Andrade Gomes reconhece que pela ausência de uma certa componente marcial este tipo de esgrima não completava a sua formação. Se por um lado à Esgrima artística (coreografada) correspondem os movimentos largos e bem desenhados, a postura impecável, as espadas e trajes de época, é na esgrima competitiva de vertente olímpica que se obtém a noção de tempo, de espaço, de acção/reacção, técnica e táctica. 
Surge então o convite para iniciar o seu treino competitivo na Secção de Esgrima do Estrela da Amadora com o mestre José Bartissol. Durante os oito anos seguintes faz esgrima de competição à Espada e ao Sabre, tendo subido onze vezes ao pódio em provas civis e militares a nível nacional, culminando com a vitória do Campeonato Nacional Absoluto 2002 (Espada por equipes) permitindo-o no ano seguinte participar na Taça dos Clubes Campeões Europeus na cidade de Heidenheim na Alemanha. É igualmente seleccionado para representar Portugal em várias provas da Taça do Mundo, pontuando para o ranking mundial F.I.E. 
A mestria destas duas vertentes da Esgrima dera a oportunidade de entrar finalmente no grande círculo internacional e concorrer ao mesmo nível com os melhores na arte de esgrimir. Já em 1996, integrando a equipe Portuguesa alcança a medalha de prata no campeonato do Mundo de Esgrima Artística, em 1998, no Campeonato Internacional de França, a sua prestação valeu uma medalha de Bronze, mas foi no ano 2000, em Vichy, que chegou finalmente ao topo. Já como coreógrafo, apresenta o seu trabalho "Fantaisie pour Épée et orchestre" interpretado por Maria Salvado à avaliação dos mais consagrados mestres mundiais e por unanimidade foi atribuído à prestação Portuguesa a Medalha de Ouro do Campeonato do Mundo de Esgrima artística, homologada pela Federação Internacional de Esgrima (FIE) e pela Academia de Armas Internacional (AAI). 

## Palmarés
Taça de Portugal 
- 1999
  - Medalha de Prata (F. A.) - Espada por Equipas - X Torneio Academia da Força Aérea.
- 2000
  - Medalha de Prata (F. A.) - Espada por Equipas - XI Torneio Academia da Força Aérea.
  - Medalha de Prata (Exército) - Espada por Equipas - Torneio Centro Militar de Educação Física e Desportos
- 2001
  - Medalha de Bronze (F.P.E.) - Espada individual - Campeonato Nacional de 3ªs Categorias 2001.
- 2002
  - Medalha de Ouro (F.P.E.) - Espada por equipes – Campeonato Nacional 2002.
  - Medalha de Bronze (F.P.E.) - Espada individual - 1ª Preparação Campeonato Nacional 2002.
  - Medalha de Ouro (CDUL) - Espada por equipes no Torneio Nacional “Dr. H. Pimentel” 2002.
  - Medalha de Bronze (CDUL) - Espada individual no Torneio Nacional “Dr. H. Pimentel” 2002.
  - Medalha de Ouro (F.P.E.) - Espada individual - Campeonato Nacional de 3ªs Categorias 2002.
- 2003
  - Medalha de Bronze (F.P.E.) - Espada individual - 4ª Preparação Campeonato Nacional 2003.
  - Medalha de Bronze (Exército) - Espada por Equipas - Torneio Centro Militar de Educação Física e Desportos

Campeonato do mundo de Esgrima Artística 
- 1996
  -  Medalha de Prata (A.A.P.) no Campeonato do Mundo de Esgrima Artística – Lisboa 96.
- 1998
  - Medalha de Bronze (F.F.E.) no Campeonato Internacional de Esgrima Artística – Vittel 98.
- 2000
  -  Medalha de Ouro (F.I.E.) no Campeonato do Mundo de Esgrima Artística – Vichy 2000.